# Э̂
Cette page contient des caractères spéciaux ou non latins. S’ils s’affichent mal (▯, ?, etc.), consultez la page d’aide Unicode.
Ne doit pas être confondu avec la lettre latine a accent circonflexe Â.
Le é accent circonflexe (capitale Э̂, minuscule э̂) est une lettre de l’alphabet cyrillique utilisée en oudihé. Elle est composée d’un Э avec un accent circonflexe.

## Représentation informatique
Le é accent circonflexe peut être représenté avec les caractères Unicode suivants (cyrillique, diacritiques) :
| formes    | représentations | chaînes de caractères | points de code | descriptions                                                 |
| --------- | --------------- | --------------------- | -------------- | ------------------------------------------------------------ |
| capitale  | Э̂               | Э◌̂                    | U+042D U+0302  | lettre majuscule cyrillique é diacritique accent circonflexe |
| minuscule | э̂               | э◌̂                    | U+044D U+0302  | lettre minuscule cyrillique é diacritique accent circonflexe |